# Ньюфілдс (Нью-Гемпшир)
Ньюфілдс (англ. Newfields) — місто (англ. town) в США, в окрузі Рокінґгем штату Нью-Гемпшир. Населення — 1769 осіб (2020).

## Демографія
Згідно з переписом 2010 року, у місті мешкало 1680 осіб у 575 домогосподарствах у складі 487 родин. Було 591 помешкання
Расовий склад населення:
| - 97,5 % — білих - 1,0 % — азіатів - 0,4 % — чорних або афроамериканців - 0,1 % — корінних американців |

До двох чи більше рас належало 0,6 %. Частка іспаномовних становила 1,3 % від усіх жителів.
За віковим діапазоном населення розподілялося таким чином: 28,6 % — особи молодші 18 років, 62,3 % — особи у віці 18—64 років, 9,1 % — особи у віці 65 років та старші. Медіана віку мешканця становила 43,1 року. На 100 осіб жіночої статі у місті припадало 103,4 чоловіків;  на 100 жінок у віці від 18 років та старших — 99,5 чоловіків також старших 18 років.
Середній дохід на одне домашнє господарство  становив 156 077 доларів США (медіана — 122 750), а середній дохід на одну сім'ю — 166 832 долари (медіана — 139 583). Медіана доходів становила 87 500 доларів для чоловіків та 57 614 долари для жінок. За межею бідності перебувало 2,4 % осіб, у тому числі 3,4 % дітей у віці до 18 років та 5,4 % осіб у віці 65 років та старших.
Цивільне працевлаштоване населення становило 878 осіб. Основні галузі зайнятості: освіта, охорона здоров'я та соціальна допомога — 24,9 %, науковці, спеціалісти, менеджери — 14,4 %, виробництво — 13,1 %.